# Kwieciszewo
Kwieciszewo [pronunciación en polaco: /kfjɛt͡ɕiˈʂɛvɔ/] (en alemán: Blütenau) es un pueblo en el distrito administrativo de Gmina Mogilno, dentro del Distrito de Mogilno, Voivodato de Cuyavia y Pomerania, en el norte de Polonia. Se encuentra aproximadamente 7 kilómetros al sudeste de Mogilno, 56 kilómetros al sur de Bydgoszcz, y 61 kilómetros al sudoeste de Toruń.
El pueblo tiene una población de 790 habitantes.